# Pamela Behr
Pamela Behr-Knauth, nemška alpska smučarka, * 21. september 1956, Hindelang.
Nastopila je na treh olimpijskih igrah, leta 1976 je bila v slalomu peta, leta 1972 pa šesta. Na Svetovnem prvenstvu 1978 je osvojila srebrno medaljo v slalomu. V svetovnem pokalu je tekmovala devet sezon med letoma 1972 in 1980 ter dosegla eno zmago in še štiri uvrstitve na stopničke. V skupnem seštevku svetovnega pokala je bila najvišje na enajstem mestu leta 1973, ko je bila tudi četrta v slalomskem seštevku.